# Libala
Libala är en flod i Kongo-Kinshasa, ett biflöde till Mongalafloden. Den rinner genom provinsen Nord-Ubangi, i den norra delen av landet, 1 000 km nordost om huvudstaden Kinshasa. Under kolonialtiden användes floden för bomullstransport från orten Karawa.